# Selenocephalus dlabolae
Selenocephalus dlabolae är en insektsart som beskrevs av Rodrigues 1968. Selenocephalus dlabolae ingår i släktet Selenocephalus och familjen dvärgstritar. Inga underarter finns listade i Catalogue of Life.